# 納斯航空
納斯航空（阿拉伯语：‎）是一家沙烏地阿拉伯的低成本航空公司，總部位於沙烏地阿拉伯利雅得，成立於2007年，2013年11月將航空公司英文名稱Nas Air更名為Flynas，為沙烏地阿拉伯第一家低成本航空公司，主要經營國內航線、中東、亞洲和歐洲等定期國際航線，主要樞紐機場為哈立德國王國際機場、阿卜杜拉·阿齊茲國王國際機場。

## 機隊

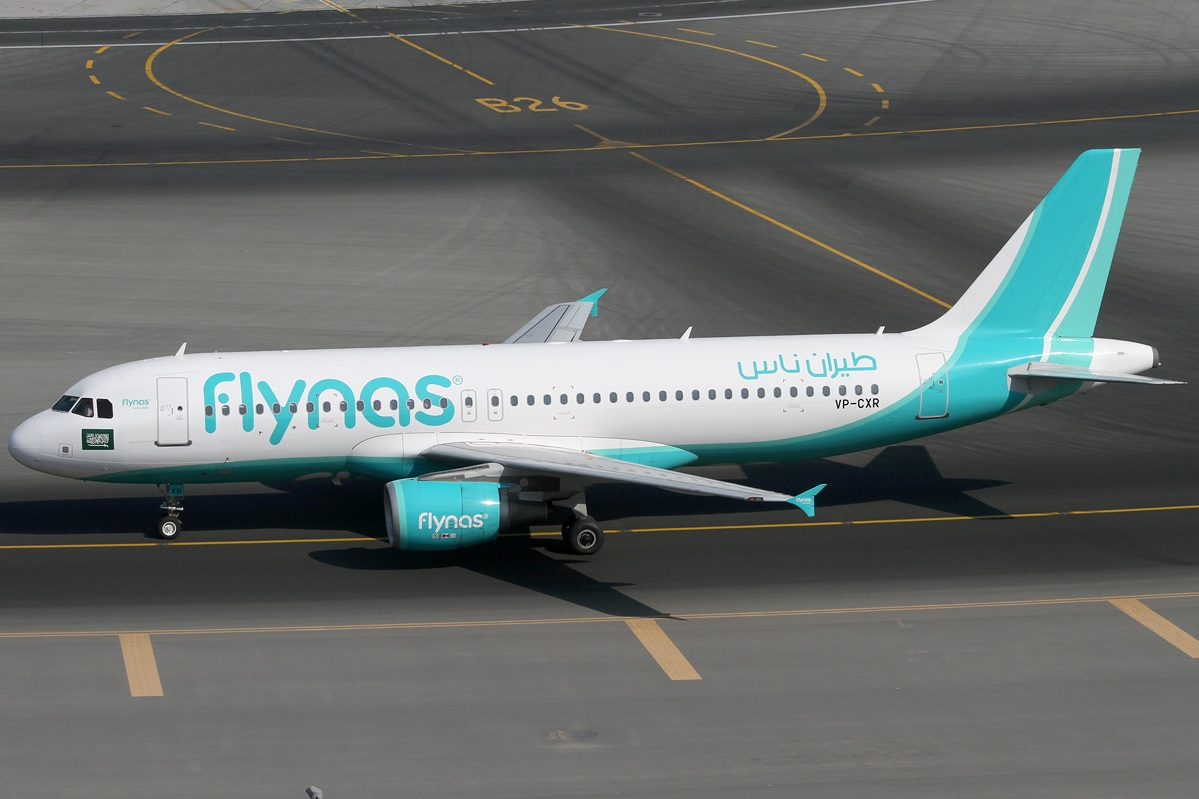
一架攝於杜拜國際機場的納斯航空的空中巴士A320-200型客機

## 外部連結
- 納斯航空官網 （页面存档备份，存于）
- 納斯航空的Facebook專頁